# Eric Åkerlund
För andra betydelser, se Erik Åkerlund (olika betydelser).
Eric Åkerlund, folkbokförd som Erik Martin Åkerlund, född 29 augusti 1943 i Gävle Heliga Trefaldighets församling, är en svensk författare. 
Eric Åkerlund avlade folkskollärexamen 1965 och gick ut Lärarhögskolan 1971. 
Han var bildningskonsulent för Västernorrlands län 1967–1969, lärare vid Hola folkhögskola 1967–1970, anställd vid föreningen Nordens folkhögskola på Biskops-Arnö 1972–1975 och 1985–1989.
Åkerlund debuterade på sextiotalet som lyriker men kom efter hand att ägna sig alltmer åt prosa och dramatik, särskilt radiodramatik. Hans samarbete med författaren Torgny Lindgren har resulterat i flera radiopjäser och scenpjäser samt romanen Den röda slöjan under den gemensamma pseudonymen Hans Lamborn, senare omarbetad under titeln Döden ett bekymmer (2003).
Eric Åkerlund är sedan 1975 gift med filosofie magister Gunilla Sahlin (född 1939).

## Radio- och scenpjäser (i urval)
- Stora Hotellet  1973
- Raoul 1983
- Fienden 1981
- Fadershanden 1987 (tillsammans med Torgny Lindgren)
- Verona, Verona 1989 (nominerad till Prix Europa)
- Herren Gud och hans avbilder (Radioteaterns huvudserie 2000, 12 halvtimmes-pjäser med utgångspunkt från Gamla Testamentet.)
- Stackars Job 2000 (nominerad till Prix Europa)
- Malavan 1996 (tillsammans med Torgny Lindgren)
- Force Majeure 2004 (tillsammans med Torgny Lindgren)
- Brask 2013
- Ringleken 2017 (tillsammans med Torgny Lindgren)

## Priser och utmärkelser
- Bonniers debutantstipendium 1968
- Bonniers stip.fond för yngre och nyare författare 1970
- Västernorrlands läns landsting kulturstipendium 1970
- Uppsala läns landsting kulturstipendium 1974
- Sandrews dramatikerstipendium 1974 och 1978
- Deckarakademins pris "Bästa svenska debut" (1990) för Den röda slöjan (under pseudonymen Hans Lamborn).[3]
- Svenska Akademiens stipendium 1995